# Wiesław Kaczmarek (społecznik)
Wiesław Kaczmarek (ur. 10 maja 1957 w Łodzi) – polski informatyk, muzeolog, działacz społeczny; od 2007 do 2024 prezes Zarządu Głównego Towarzystwa Opieki nad Zabytkami, od 2008 członek Rady Ochrony Zabytków, w latach 2007–2012 kierownik Muzeum Woli w Warszawie, od 2015 do 2024 r. dyrektor Muzeum Ziemiaństwa w Dobrzycy Zespół Pałacowo-Parkowy.

## Życiorys

### Nauka i studia
Maturę uzyskał w Technikum Energetycznym nr 2 w Łodzi. W 1981 r. ukończył studia na kierunku cybernetyka ekonomiczna i informatyka na Wydziale Ekonomiczno-Socjologicznym UŁ. W 2007 r. ukończył podyplomowe studia „Systemy planowania i kontroli w zarządzaniu przedsiębiorstwem” w Instytucie Zarządzania Politechniki Łódzkiej. W latach 2008–2009 uczył się w Podyplomowym Studium Muzealniczym na Wydziale Historii Sztuki Uniwersytetu Warszawskiego.
W 2013 r. rozpoczął studia doktoranckie na Wydziale Zarządzania UŁ pod kierunkiem prof. Tadeusza Markowskiego. W 2016 r. przerwał studia.

### Praca zawodowa
W latach 1981–1983 pracował w Łódzkich Zakładach Radiowych Fonica, w latach 1983–1986 na Uniwersytecie Łódzkim jako informatyk w Katedrze Informatyki, potem w firmach komputerowych.
W latach 1989–1991 prezes zarządu, współwłaściciel „PC Help” Sp. z o.o., w latach 1991–1995 dyrektor do spraw handlowych „Potronics” sp. z o.o., w latach 1995–1997 dyrektor „Inwar” SA Oddział w Łodzi, w latach 1998–2003 współwłaściciel, dyrektor „Posnet Łódź”. W latach 2003–2007 współpracował ze Stowarzyszeniem Doradców Gospodarczych Pro-Akademia w Łodzi.
Od 1 września 2007 do 27 grudnia 2012 r. pracował w Muzeum Warszawy jako kierownik oddziału Muzeum Woli, a w 2012 r. na stanowisku Zastępcy Dyrektora ds. Ekonomicznych. 1 kwietnia 2015 r. został dyrektorem Muzeum Ziemiaństwa w Dobrzycy Zespół Pałacowo-Parkowy.

### Działalność społeczna

#### Towarzystwa Opieki nad Zabytkami
Jest członkiem Towarzystwa Opieki nad Zabytkami w Oddziale Łódzkim od 13 lipca 1984 r., czyli niemal od początku istnienia oddziału. Przez 5 kadencji był członkiem Zarządu Oddziału, w tym przez 4 kadencje był Prezesem Oddziału TOnZ. Przez 3 kadencje członek Zarządu Głównego TOnZ. 19 maja 2007 r. na Walnym Zebraniu Delegatów w Warszawie został wybrany na prezesa Towarzystwa Opieki nad Zabytkami. W latach 2010 i 2013 wybrany ponownie na prezesa TOnZ.
Kierował pracami Zarządu Łódzkiego Oddziału TOnZ, organizował promocje publikacji wydanych przez TOnZ. Zainicjował i przeprowadził szereg ważnych przedsięwzięć propagujących zabytki Łodzi m.in. Europejskie Dni Dziedzictwa w latach 1998–2005 (zorganizowane po raz pierwszy w Łodzi przez społeczników z TOnZ – w tym w 1998 i 2001 r., które były niezwykle ważne i odbiły się echem w Łodzi i Polsce, a ich pokłosie ukazało się w postaci publikacji), udział w Targach Turystycznych „Regiony >Na styku kultur<” w latach 1998, 1999, 2000, 2002, 2005. Współorganizował Łódzkie Dni Opieki nad Zabytkami w latach 1990–2006, Międzynarodowe Dni Zabytków w latach 1998–2007.

#### Inna działalność
- Członek Polskiego Komitetu ICOMOS.
- Członek Stowarzyszenia Muzealników Polskich
- Członek Stałej Konferencji: Samorząd Terytorialny i Muzea
- Jest współzałożycielem Fundacji Księży Młyn, gdzie był m.in. współorganizatorem Pikniku Świętojańskiego 2002 na Księżym Młynie.
- Główny inicjator powołania Fundacji na rzecz Ratowania Kaplicy Karola Scheiblera; w pierwszej kadencji przewodniczący Rady Fundacji.
- Członek spółdzielni Społem; aktywnie działał w latach 1993–2002 w zakresie integracji ruchu spółdzielczego „Społem” na terenie Łodzi. Członek, a przez trzy kadencje przewodniczący Rady Nadzorczej Handlowej Spółdzielni Spożywców CENTERMARKET „Społem” w Łodzi.
- Aktywność społeczna m.in. w Forum Organizacji Pozarządowych FIP, Federacji Stowarzyszeń Kulturalnych Województwa Łódzkiego, PTTK, a także w ruchu niezinstytucjonalizowanym.
- Społeczny opiekun zabytków – leg nr 1 w Łodzi. Od lat walczy o zachowanie Księżego Młyna. Inicjował sesje Komisji Rady Miasta w tej sprawie, zorganizował dla setek łodzian przejazd zabytkowymi wagonami kolejowymi po bocznicy scheiblerowskiej tuż przed jej rozbiórką, wywoływał szereg interwencji w mediach, itp. Uczestnik wielu konferencji, gdzie podnosił problemy postępującej degradacji tego zabytkowego kompleksu i potrzebę jego zachowania dla przyszłych pokoleń łodzian,
- Fundator Fundacji Normalne Miasto – Fenomen[4].

W 2008 r. został powołany do Rady Ochrony Zabytków przy Ministrze Kultury i Dziedzictwa Narodowego oraz do Rady Naukowej Krajowego Ośrodka Badań i Dokumentacji Zabytków (KOBiDZ) (31 grudnia 2010 rozwiązano KOBiDZ). W 2012 i 2016 r. ponownie powołany do Rady Ochrony Zabytków przy Ministrze Kultury i Dziedzictwa Narodowego. W latach 2011–2015 był członkiem Rady Muzealnej: Centralnego Muzeum Włókiennictwa oraz Muzeum Azji i Pacyfiku w Warszawie.

## Publikacje
- Autor opracowań posesyjnych „Siedziby muzealne w przemysłowych kompleksach zabytkowych Łodzi” (ISBN 83-86699-40-X) i „Księży Młyn. Ludzie, architektura, ogrody”.
- „Społeczna opieka nad zabytkami w Łodzi”, Zeszyty Wolskie nr 4, Architektura przemysłowa warszawskiej Woli XIX/XX w., 2002. ISBN 83-88477-10-2
- „Społeczna opieka nad zabytkami – partner w procesach rewitalizacji”, Biuletyn PAN pod red. T. Markowskiego, Zeszyt 229 „Rewitalizacja Kompleksu Księżego Młyna” ISBN 83-89693-86-4
- „Społeczna opieka nad zabytkami – wsparcie czy utrudnienie w ochronie dziedzictwa kulturowego.” [w:] Z dziejów budownictwa rezydencjonalnego na terenie gminy Busko-Zdrój. Materiały z sesji popularno-naukowej w ramach Europejskich Dni Dziedzictwa w Busku Zdroju 25.IX.2009 r. pod red. Dariusza Kaliny, wyd. TOnZ, ISBN 978-83-928658-1-0
- „Grabież i niszczenie dziedzictwa kultury polskiej” – katalog autorskiej wystawy, który towarzyszył wystawie o tym samym tytule w Muzeum Woli (Oddział Muzeum Historycznego m.st. Warszawy). ISBN 978-83-88477-97-3
- „Czy zabytki w muzeach są bezpieczne?” [w:] Biuletyn Programowy Narodowego Instytutu Muzealnictwa i Ochrony Zbiorów, nr 7, Warszawa 2013 r.
- „Symulakry popularyzacji ochrony dziedzictwa”, [w:] Szmygin B. red., Nauczanie i popularyzacja ochrony dziedzictwa, PKN ICOMOS; Politechnika Lubelska, ISBN 978-83-934708-3-9.
- „Swoboda konserwatorska, czyli muzealne zarządzanie zabytkową architekturą”, [w:] Problemy muzeów związane z zachowaniem i konserwacją zbiorów, VI Międzynarodowa Konferencja Konserwatorska, Muzeum Narodowym Rolnictwa i Przemysłu Rolno-Spożywczego w Szreniawie, Szreniawa, 2014, {{ISBN|978-83-64119-03-3}}.
- "Dążąc ku misji", [w:] Kaczmarek W. red., Ziemianie i ziemiaństwo w pamięci społecznej Publikacja pokonferencyjna, Muzeum Ziemiaństwa w Dobrzycy, Dobrzyca, 2023, ISBN 978-83-960593-6-9.
- "Ziemianie i ziemiaństwo w domowych archiwach. Publikacja pokonferencyjna" red. W. Kaczmarek, Muzeum Ziemiaństwa w Dobrzycy, Dobrzyca, 2024, ISBN 978-83-68368-06-2.

## Nagrody i wyróżnienia
Był nagradzany m.in. Nagrodą Ministra Nauki i Szkolnictwa Wyższego w 1986 r. z tytułu osiągnięć dydaktyczno-wychowawczych oraz z tytułu osiągnięć Studenckiego Koła Informatyków, którego był opiekunem na wydziale Ekonomiczno-Socjologicznym UŁ w latach 1984–1987.
- Srebrny Medal „LABOR OMNIA VINCIT” Towarzystwa im. Hipolita Cegielskiego (2020)[5]
- Brązowy Medal „Zasłużony Kulturze Gloria Artis” (2015)[6]
- Srebrny Krzyż Zasługi (2009) na wniosek macierzystego Oddziału TOnZ
- Medal 575 lat Miasta Łodzi
- Odznaka „Za Zasługi dla Miasta Łodzi” (1999)
- Odznaka „Zasłużony Działacz Kultury” (2001)
- Złota Odznaka „Za opiekę nad zabytkami” (1999)